# HD 17326
HD 17326，又名CP-67 181，SAO 248632、HR 823，是一颗恒星，视星等为6.26，位于銀經287.19，銀緯-46.84，其B1900.0坐标为赤經2h 41m 41.7s，赤緯-67° -46.84′ 6″。